# الفكر الجماعي
مذهب التكاتف المجتمعي أو الجماعانية هي فلسفة تؤكد على الترابط بين الفرد والمجتمع. يقوم جوهر فلسفتها على الاعتقاد أن هوية الشخص الاجتماعية وشخصيته تقولبها العلاقات المجتمعية إلى حد كبير، مع درجة أقل من النمو المرتكز على الفردية. ورغم أن المجتمع قد يكون عائلة، تُفهم الجماعانية عادة بمعنى فلسفي أوسع بأنها مجموعة من التفاعلات بين أفراد مجتمع من الناس في مكان معين (منطقة جغرافية) أو ضمن مجتمع يشترك باهتمام ما أو بتاريخ ما، وتقابل الجماعانية عادة الفردية المتطرفة وتختلف مع سياسة عدم التدخل التي تهمل استقرار الجميع.

## مصطلحات
نشأت فلسفة الجماعانية في القرن العشرين لكن مصطلح «المجتمعية» طرحه جون جودوين بارمبي عام 1841، وهو قائد حركة الميثاقية البريطانية، واستخدمه للإشارة إلى الاشتراكيين الطوباويين وغيرهم من المثاليين الذين اختبروا أنماط الحياة الشيوعية. ولكن لم يكن للمصطلح أن ينتشر حتى الثمانينيات من خلال الارتباط مع عمل مجموعة صغيرة من فلاسفة السياسة. وكان تطبيقهم لكلمة «مجتمعي» مثيرًا للجدل حتى بين المجتمعيين، لأن المصطلح في الغرب يثير ترابطات مع أيديولوجيات الاشتراكية والجماعية، لذا فإن القادة الشعبيين -وبعض الأكاديميين الذين ناصروا هذه المدرسة الفكرية- تجنبوا عادة مصطلح «المجتمعي»، مع استمرار تأييدهم ودفعهم لأفكار الجماعانية.
يستخدم المصطلح بشكل أساسي بمعنيين:
- تعتبر الجماعانية الفلسفية الليبرالية الكلاسيكية أنها غير متمكاسكة وجوديًا ومعرفيًا، وتعارضها على هذا الأساس. على عكس الليبرالية الكلاسيكية التي تفسر المجتمعات بأنها نشأت من الأفعال الطوعية لأفراد ما قبل المجتمع، فهي تؤكد على دور المجتمع في تحديد وتشكيل الأفراد. يؤمن الجماعانيون بأن قيمة المجتمع لا يُعترف بها بشكل كاف في النظريات الليبرالية للعدالة.
- تُوصف الجماعانية الأيديولوجية بأنها أيديولوجية وسطية راديكالية تتميز أحيانًا بأنها يسارية في القضايا الاقتصادية ومحافظة أو وسطية في القضايا الاجتماعية. وقد طرح هذا المعنى حديثًا، وعندما يكون الحرف الأول من المصطلح كبيرًا فإنه يشير إلى الحركة الجماعانية المستجيبة للفيلسوف أميتاي إيتزيوني وغيره من الفلاسفة.

وسع الفلاسفة التشيكيون والسلوفاكيون، مثل ماريك هروبيك ولوكاس بيرني ولوبوس بلاها، مصطلح الجماعانية ليشمل المشاريع الاجتماعية المرتبطة بالقيم وأهمية المجتمع والجماعية وليشمل أنواع مختلفة من الاشتراكية والشيوعية (مسيحية، طوباوية، علمية) ومن الأمثلة:
- الجذور التاريخية للمشاريع الاشتراكية من أفلاطون، عبر بابوف وبرودهن وباكونين وتشارلز فورييه وروبرت أوين حتى كارل ماركس.
- الجماعانية النظرية المعاصرة (ميشيل ج. صاندل وميشيل والزر وألسداير ماكلنتاير) نشأت في الثمانينيات
  - الموالون لليبرالية والموالون للتعدد الثقافي (والزير، تايلور)
  - المناهضون لليبرالية والموالون للوطنية (صاندل، ماكلنتاير)
- رؤية المجتمعات العملية وذاتية الاستدامة كما وصفها توماس مور (المدينة الفاضلة) وتوماسو كامبانيلا (مدينة الشمس) وكما مارسها المسيحيون الطوباويون (الاختزال اليسوعي) أو الطوباويون الاشتراكيون مثل تشارلز فورييه (قائمة بروابط فورييه في الولايات المتحدة) وروبرت أوين (قائمة بالمجتمعات الأوينية في الولايات المتحدة). يتضمن هذا الاتجاه أشكالًا متنوعة من المؤسسات التعاونية وذاتية المساعدة، أو المجتمعات (مجتمعات الهوسيت والحفارين والهابان والهوتيريت والأميش والكيبوتز الإسرائيلية، والمجتمع السلافي؛ أمثلة: القبائل الاثنتا عشرة، تاميرا (البرتغال) وماريناليدا (إسبانيا) ودولة جبل آثوز الرهبانية.[5]

## الأصول
في حين أن مصطلح الجماعانية قد طرح في أواسط القرن التاسع عشر، فقد ظهرت الأفكار الجماعانية في طبيعتها بوقت أسبق. فهي موجودة في بعض التعاليم الكلاسيكية الاشتراكية (كالكتابات عن الشيوعية المبكرة وتضامن العمال)، ورجوعًا بالزمن إلى العهد الجديد، ويمكن تتبع الجماعانية رجوعًا حتى الرهبانية المبكرة، لكنها بدأت تُصاغ في القرن العشرين على شكل فلسفة على يد دوروثي دي وحركة العامل الكاثوليكي. وفي مقال مبكر، أوضح «العامل الكاثوليكي» عقيدة الجسد الروحي للمسيح أنه أساس لجماعانية الحركة. ترتبط الجماعانية أيضًا بفلسفة الشخصانية لإيمانويل ماونير.
كان لعدد من علماء الاجتماع المبكرين عناصر جماعانية في أعمالهم كفرديناند تونيس في مقارنته للجيمنتشاف «النسيج الاجتماعي الشخصي» (مجتمعات قمعية لكنها تحتضن) والجيزيلشافت (مجتمعات حرة لكنها لا تتأثر بالشعور الشخصي)؛ واهتمامات إيميلي دوركهايم عن الدور الرئيسي للقيم الاجتماعية والعلاقات بين الفرد والمجتمع. حذر كلا المؤلفين من أخطار الشذوذ (اللامعيارية) والاغتراب في المجتمعات الحديثة المكونة من أفراد فسيفسائيين حصلوا على حريتهم لكنهم خسروا أمانهم الاجتماعي. رأى علماء الاجتماع الحديثون ارتفاع مجتمع جماهيري وانخفاض الروابط الشيوعية واحترام القيم التقليدية والسلطة في الولايات المتحدة كما كان في الستينيات، وكان من بين الذين أثاروا هذه المسألة روبرت نيسبت (غروب شمس السلطة) وروبرت إن بيلا (عادات القلب)، وألان إهرينهالت (المدينة الضائعة: الفضائل المنسية للمجتمع في أمريكا). وثق روبرت بوتنام في كتابه أتقدم وحيدًا (2000) تدهور «رأس المال الاجتماعي» وشدد على أهمية «جسر رأس المال الاجتماعي»، الذي تُشكل فيه روابط الاتصال بين المجموعات المجتمعية المتنوعة.
واستجابة للنقد القائل إن مصطلح «المجتمع» غامض جدًا أو لا يمكن تعريفه، أشار أميتاي إيتزيوني، وهو أحد قادة حركة الجماعانية الأمريكية، إلى أن المجتمعات يمكن أن تعرف بدقة معقولة أن له ميزتين: الأولى؛ علاقات مليئة بالتأثير بين مجموعات من الأفراد، علاقات تتقاطع مع بعضها ويعزز بعضها بعضًا (كنقيض للعلاقة «واحد مقابل واحد» أو العلاقة «الفردية الشبيهة بالسلسلة»)، والثانية؛ هي مقياس للالتزام بمجموعة من القيم المشتركة والعادات والمعاني والتاريخ المشترك والهوية، باختصار، ثقافة معينة. وأكثر من ذلك، قال المؤلف ديفيد إي بيرسون إنه «لاكتساب لقب «مجتمع»، يبدو لي أنه يجب على الجماعات أن تكون قادرة على القيام بالضغط الأخلاقي وأن تستخلص مقياسًا للامتثال من خلال أفرادها. وبالتالي فالمجتمعات بالضرورة الفعلية وبالتعريف إكراهية إلى جانب كونها أخلاقية، تهدد أفرادها بعصا العقوبات إذا ضلوا، وتقدم لهم جزرة اليقين والاستقرار إن لم يحيدوا».
أما ما عُني بالتحديد بكلمة «مجتمع» في سياق الجماعانية فيمكن أن يختلف كثيرًا بين المؤلفين والفترات الزمنية. تاريخيًا، كانت المجتمعات صغيرة ومتوطنة، وعندما وصل تمدد القوى الاقتصادية والتكنولوجيا، أصبحت المجتمعات المتوسعة ضرورية لتقديم الإرشاد السياسي والمعياري لهذه القوى، وهو ما بعث على صعود المجتمعات الوطنية في أوروبا في القرن السابع عشر. منذ نهاية القرن العشرين، نما الاعتراف بأن مجال هذه المجتمعات محدود جدًا أيضًا بسبب العديد من التحديات التي يواجهها الفرد اليوم، كالتهديد بالحرب النووية والتدهور البيئي العالمي والأزمات الاقتصادية، التي لا يمكن معالجتها على المستوى الوطني. وهذا أدى إلى السعي إلى مجتمعات أكثر استيعابًا، كالاتحاد الأوربي. أما فيما إذا كانت المجتمعات فوق الوطنية قادرة على التقدم بحق، فما زال هذا غير واضح.
يمكن للمجتمعات الأكثر حداثة أن تأخذ عدة أشكال، لكنها غالبًا محدودة بالنطاق والوصول. فمثلًا، إن أفراد تجمع سكني معين غالبًا ما يكونون أفرادًا في مجتمعات أخرى، كمجتمعات العمل أو الإثنية أو الدينية. وكنتيجة لذلك، فإن أفراد المجتمعات الحديثة لهم مصادر ارتباطات متعددة، وإذا ظهر تهديد من أحدها بالسيطرة الكاملة، سينسحب الأفراد غالبًا ويتحولون إلى مجتمع آخر من ارتباطاتهم. وهكذا، فإن الجماعانية عبارة عن رد فعل بعض المفكرين على مشاكل المجتمع الغربي، وهي محاولة لإيجاد أشكال مرنة من التوازن بين الفرد والمجتمع، ذاتية الفرد ومصالح المجتمع، بين الصالح العام والحرية، وبين الحقوق والواجبات.

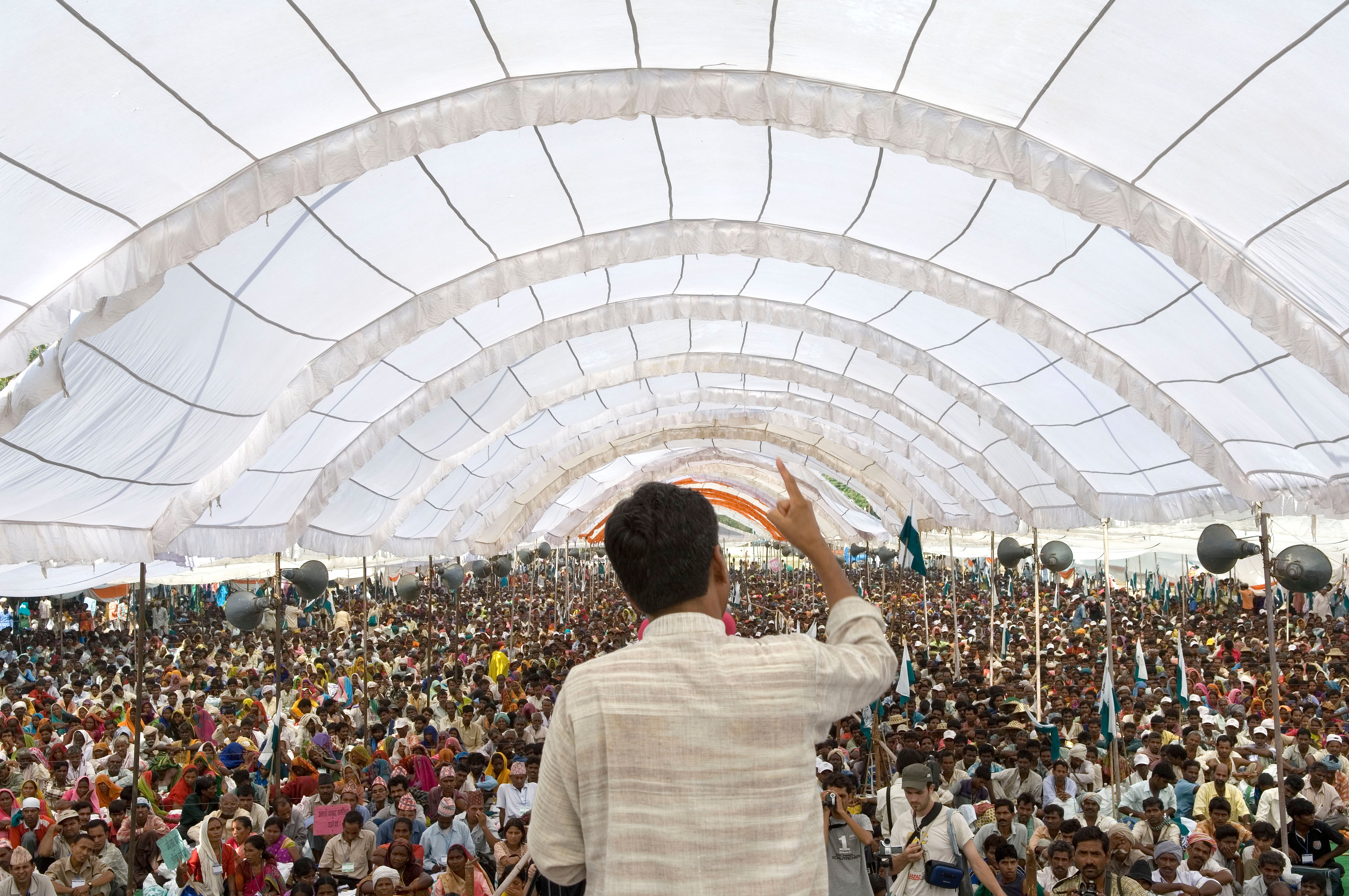
يؤيد الجماعانيون أهمية المحيط الاجتماعي، والمجتمعات بالتحديد، ويختلفون في المدى الذي تهتم به مفاهيمهم بالحرية وحقوق الأفراد.

## الفلسفة الجماعانية
في الفلسفة الأخلاقية والسياسية، يُعرف الجماعيون بنقدهم لليبرالية جون راؤول السياسية، التي فصلها باستفاضة في كتابه نظرية للعدالة، إذ ينتقد الجماعيون الصورة التي يقدمها راؤول عن البشر بأنهم أفراد فسيفسائيون، ويشدد على أن الأفراد المندمجين جدًا في المجتمعات أكثر قدرة على التفكير والعمل بطرق مسؤولة مقارنة بالأفراد المعزولين، لكنه يضيف أن الضغط الاجتماعي للتوافق مع الصعود إلى مستويات عالية سيزعزع الذات الفردية. يؤيد الجماعانيون أهمية المحيط الاجتماعي، والمجتمعات بالتحديد، ويختلفون في المدى الذي تهتم به مفاهيمهم بالحرية وحقوق الأفراد. وحتى مع هذه التشابهات العامة، فالجماعانيون كما غيرهم من أتباع مدارس الفكر الأخرى يختلفون بشكل كبير عن بعضهم البعض، وهناك عدة مدارس مختلفة تمامًا في الفكر الجماعاني (وقد تكون أحيانًا متباعدة).
للمؤلفين المذكورين تاليًا ميول جماعانية في المعنى الفلسفي، لكنهم جميعًا جاهدوا لإبعاد أنفسهم عن الأيديولوجيا السياسية المعروفة بالجماعانية:
- ألاسداير ماكلينتاير (بعد الفضيلة)
- ميشيل صاندل (الليبرالية وحدود العدالة)
- تشارلز تايلور (مصادر الذات)
- ميشيل والزر (فضاءات العدالة)

## الجماعانية الأكاديمية
يمكن النظر إلى الليبرالية الكلاسيكية للتنوير على أنها رد فعل على قرون من السلطوية، والحكومات القمعية، والمجتمعات المتغطرسة، والعقيدة الجامدة. وبالمثل، يمكن اعتبار الجماعانية الحديثة رد فعل على الفردية المفرطة، التي تُفهم على أنها تركيز لا مبرر له على الحقوق الفردية، ما يجعل الناس أنانيين أو متمركزين حول ذواتهم.
ناقش مايكل ساندل وتشارلز تيلور، وآخرون من الجماعانيين الأكاديميين، العلاقة الوثيقة بين الفرد والمجتمع، في انتقادهم لليبرالية الفلسفية، وخاصةً عمل المنظر الليبرالي الأمريكي جون رولز وعمل فيلسوف التنوير الألماني إيمانويل كانت. وناقشوا أن الليبرالية المعاصرة لم تفسر المجموعة المعقدة من العلاقات الاجتماعية التي ينخرط بها كل الأفراد في العالم الحديث. الليبرالية متجذرة في أنطولوجيا غير متينة تفترض وجود أفراد عامين ولا تفسر العمق الاجتماعي. وناقشوا على نحو مناقض عدم وجود أفراد عامين، بل ألمان أو روس، أو أهل برلين أو أهل موسكو، أو أعضاء في مجتمع معين آخر. ونظرًا إلى أن الهوية الفردية مبنية جزئيًا على الثقافة والعلاقات الاجتماعية، لا توجد طريقة متينة لصياغة الحقوق أو المصالح الفردية بتجرد عن السياقات الاجتماعية. وفقًا للجماعانيين، لا جدوى من محاولة تأسيس نظرية في العدالة قائمة على المبادئ التي جاءت من وراء حجاب جهل رولز، لأن الأفراد لا يمكن أن يتواجدوا في مثل هذه الحالة المجردة، ولا حتى نظريًا.
يزعم الجماعانيون الأكاديميون أيضًا أن الليبرالية تسيء فهم طبيعة المجتمع السياسي. وصف الفلاسفة الليبراليون النظام السياسي بأنه إطار محايد من القواعد يمكن أن تتعايش ضمنه الكثير من الالتزامات بالقيم الأخلاقية، يجادل الجماعانيون الأكاديميون بأن مثل هذا المفهوم الضعيف للمجتمع السياسي كان مضللًا تجريبيًا وخطيرًا من الناحية المعيارية. ويعتقد هؤلاء الكتاب أن المجتمعات الجيدة لا تقتصر على القواعد والإجراءات المحايدة، بل تعتمد على ثقافة أخلاقية مشتركة. جادل بعض الجماعانيين الأكاديميين بوجود هذه القيم الخاصة بكل مجتمع، مشيرين إلى أنها النوع الوحيد من القيم التي تعد مهمة وأنه من الخطأ الفلسفي افتراض وجود قيم أخلاقية عالمية فعليًا.
بالإضافة إلى تشارلز تيلور ومايكل ساندل، من مفكري الجماعانية الأكاديمية الآخرين مايكل والزر، ألسدير ماكنتاير، سيلا بن حبيب، شلومو أفينيري.

### رأس المال الاجتماعي
من أواخر القرن العشرين، بدأ الكثير من المؤلفين يلاحظون تدهورًا في الشبكات الاجتماعية في الولايات المتحدة. في كتاب بولينغ ألون (لعب البولينغ وحيدًا)، لاحظ روبرت بوتنام أن كل شكل تقريبًا من أشكال التنظيم المدني قد شهد انخفاضًا في العضوية، مبينًا الأمر من خلال مثال البولينغ، فمع أن عدد الأشخاص الذين يلعبون البولينغ أكبر مما كان عليه في الخمسينيات، أصبح عدد بطولات البولينغ أقل.
أدى هذا إلى انخفاض في «رأس المال الاجتماعي»، الذي وصفه بوتنام بأنه «القيمة الجمعية لكل «الشبكات الاجتماعية» والنوازع التي تنشأ من هذه الشبكات وتدفعنا لنخدم بعضنا البعض». وفقًا لبوتنام وأتباعه، يعد رأس المال الاجتماعي عنصرًا أساسيًا لبناء الديمقراطية والمحافظة عليها. 
يسعى الجماعانيون إلى تعزيز رأس المال الاجتماعي ومؤسسات المجتمع المدني. وهو ما وصفته منصة الجماعانية المتجاوبة على النحو التالي:
تتطلب الكثير من الأهداف الاجتماعية شراكة بين الفئات العامة والخاصة. وينبغي للحكومة ألا تسعى إلى استبدال المجتمعات المحلية، بل قد تحتاج إلى تمكينها من خلال استراتيجيات الدعم، بما في ذلك تقاسم الإيرادات والمساعدة التقنية. وهناك حاجة ماسة إلى الدراسة والتجريب في الاستخدام الإبداعي لبنى المجتمع المدني، والتعاون بين القطاعين العام والخاص، وخاصة فيما يتعلق بتقديم الخدمات الصحية والتعليمية والاجتماعية.